# Стелловский, Фёдор Тимофеевич
Фёдор Тимофеевич Стелло́вский (1826 — 15 (27) апреля 1875, Санкт-Петербург) — русский издатель музыкальных и литературных произведений, торговец нотами и книгами, типограф. Купец 2-й гильдии.

## Биография
Окончил Лазаревский институт восточных языков в Москве. В 1847 году приобрёл нотное издательство и музыкальный магазин Ивана Карловича (Иоганна Корнелия) Пеца в Санкт-Петербурге и начал собственное издательское дело.
Энергичный и инициативный предприниматель, Стелловский значительно расширил рамки работы русских музыкальных издательств, способствовал пропаганде русской музыки.
В 1852 стал издавать «Музыкальный альбом» (приложение к журналу «Пантеон»). В 1853 он открыл в Петербурге музыкальный магазин и нотное издательство.
В 1850-х гг. Ф. Т. Стелловский приобрёл также издательства П. Гурскалина, В. Деноткина, Л. Снегирёва и стал одним из крупнейших нотоиздателей дореволюционной России.
Среди изданных Ф. Т. Стелловским — оперы, оркестровые сочинения, полное собрание романсов и песен М. И. Глинки (в 1857 приобрёл право собственности на все его сочинения и впервые напечатал партитуры лучших его опер «Жизнь за царя (Иван Сусанин)» и «Руслан и Людмила»), произведения других русских композиторов, в том числе клавиры опер А. С. Даргомыжского, А. Н. Верстовского, А. Н. Серова, собрания романсов А. Е. Варламова в 12 тетрадях, отдельные сочинения И. Е. Хандошкина, К. А. Кавоса и др., а также популярные произведения зарубежных композиторов (В. А. Моцарта, Дж. Верди, К. Вебера и др.).
В 1858—1860 издавал также журнал «Музыкальный и театральный вестник», газету «Русский мир» (1860—1862), журнал «Гудок» и еженедельник «Якорь» с сатирическим листком «Оса» (1863—1865).
В 1860-е гг. Ф. Т. Стелловский, продолжая выпускать музыкальные произведения, в своей типографии стал преимущественно издавать сочинения современных русских беллетристов. Так, в 1861—1870 — серию «Собрания сочинений русских авторов», в которой вышли первые собрания сочинений Л. Н. Толстого (ч. 1-2, 1864), А. Ф. Писемского (т. 1-4, 1861—1867), Ф. М. Достоевского (т. 1-4, 1865—1870), В. В. Крестовского, М. В. Авдеева и др.
В созданных им издательствах работало много музыкальных экспертов, среди которых были известные композиторы А. Н. Серов, К. П. Вильбоа, Ю. К. Арнольди, критики — В. В. Стасов, Г. А. Ларош, Ф. М. Толстой (Ростислав), либретто зарубежных опер переводили А. А. Григорьев, П. И. Калашников, Н. И. Куликов, А. Н. Николаев и др.
С именем Стелловского связаны скандальное дело о постановке на императорской сцене оперы А. Н. Верстовского «Аскольдова могила», запутанное дело о музыкальном наследии М. И. Глинки и судебное преследование А. С. Даргомыжского. Стелловский также пытался получить право собственности на церковный «Обиход» (свод законов церковного православного пения), якобы проданный ему композитором А. Ф. Львовым.
В конце жизни страдал умственным расстройством и умер в психиатрической лечебнице. После смерти Стелловского издательство перешло к его вдове, а затем и к его сестре — Е. Ф. Голубевой. Фактическим руководителем издательскими делами фирмы Стелловского был его управляющий Ф. А. Гаке. В 1882 году он умер и в 1886 году фирма перешла к К. А. Гутхейлю, все нотные доски стали собственностью фирмы «А. Гутхейль».